# 生物産業学部
生物産業学部（せいぶつさんぎょうがくぶ、英称：Faculty of Bio-Industry）は、動植物や水産資源について、バイオテクノロジー、経営学、情報科学の面を中心に教育、研究がなされる学校、およびその名称。大学の学部のひとつである。

## 概要
学部名の表層は違うが、内容において、農学部とかなり重複している。

## 生物産業学部を持つ日本の大学
- 東京農業大学生物産業学部